# Xiang (dialekt)

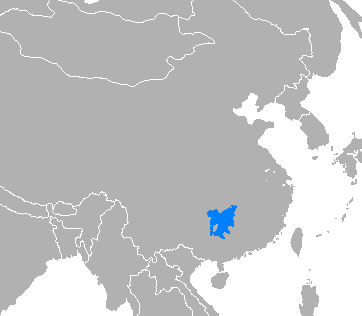
Xiang-dialektens utbredningsområde i Kina.

Xiang är en av de många dialekter eller språk som tillhör den större språkgrupp som går under benämningen kinesiska. Dialekten talas företrädesvis i provinsen Hunan och har fått sitt namn efter det klassiska namnet på provinsen. Mellan 30 och 36 miljoner människor talar xiang.
Forskare indelar xiang i "gamla" respektive "nya xiang". "Gamla xiang" är av stort intresse för språkforskare då den i likhet med wu-dialekten bevarat den gamla tredelade distinktionen mellan obstruenter. Xiang omges geografiskt av gan-dialekten och mandarintalande områden och står därför under stark påverkan från dessa dialekter.
Bland kända kineser som talat dialekten hör Mao Zedong, Liu Shaoqi och Peng Dehuai.